# 1857 w sztukach plastycznych
Wydarzenia w sztukach plastycznych i wizualnych w 1857 roku.

## Malarstwo

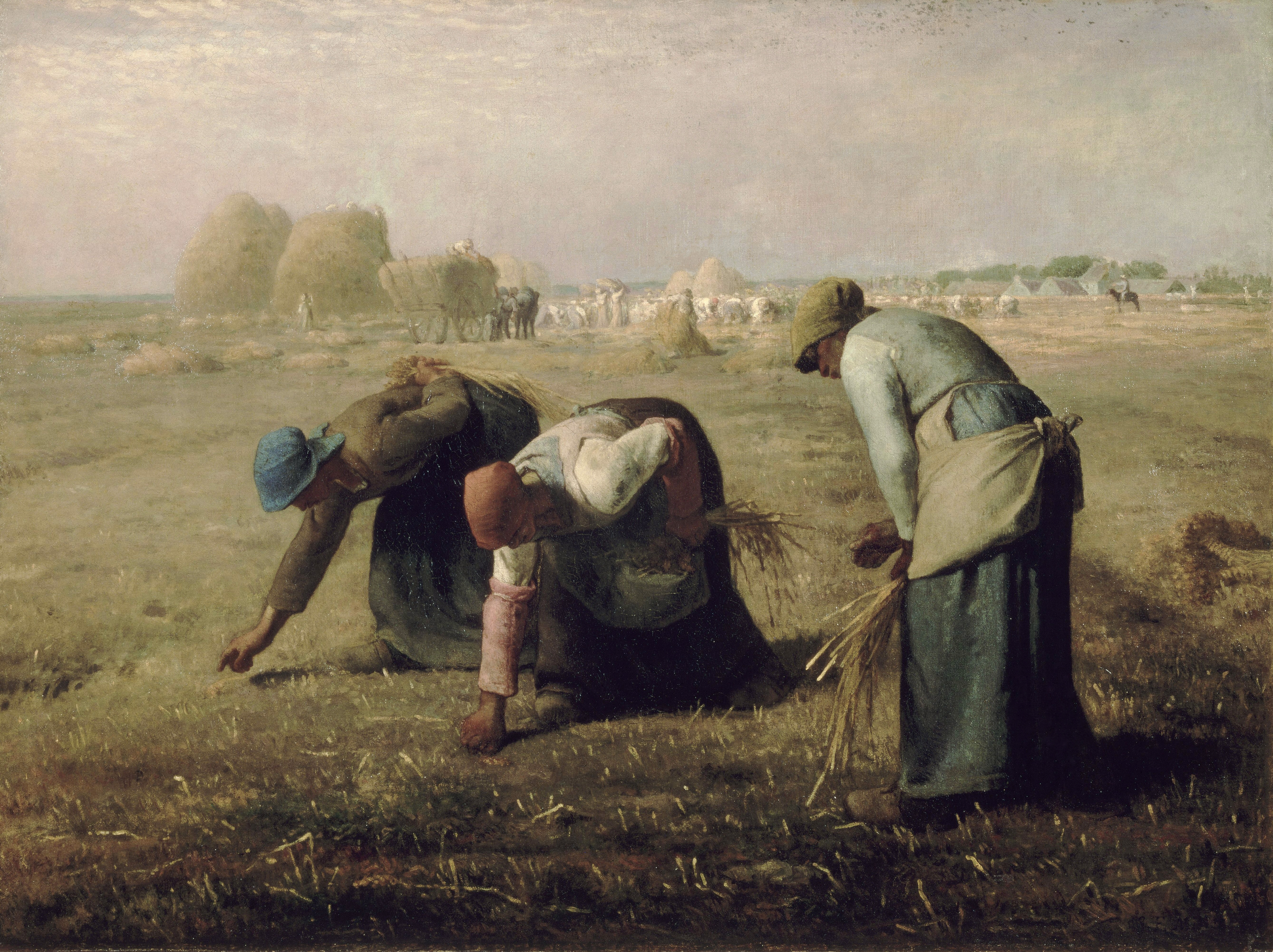
Zbierające kłosy Jean-François Millet

- Jean-François Millet

Zbierające kłosy – olej na płótnie, 83x111 cm
- Jean Baptiste Camille Corot

Wiejski Koncert (1844–1857) – olej na płótnie, 100x133 cm
- Gustave Courbet

Dziewczęta nad brzegiem Sekwany (1856-1857) – olej na płótnie, 96,5x130 cm
- Frederic Edwin Church

Niagara – olej na płótnie, 101,6×229,9 cm

## Rzeźba
- Reinhold Begas

Pan pocieszający Psyche

## Urodzeni
- 23 marca – Teodor Talowski (zm. 1910), polski architekt i malarz
- 7 maja – Stanisław Barabasz (zm. 1949), malarz, architekt, pionier polskiego narciarstwa, pedagog i myśliwy[6]
- 18 grudnia – Edward Loevy (zm. 1910), polsko-francuski malarz i ilustrator

## Zmarli
- 24 lutego – Johan Christian Clausen Dahl (ur. 1788), norweski malarz okresu romantyzmu, pejzażysta
- 9 kwietnia – Antonio María Esquivel (ur. 1806), hiszpański malarz
- 23 grudnia – Achille Devéria (ur. 1800),  francuski malarz i grafik